# Trauerente

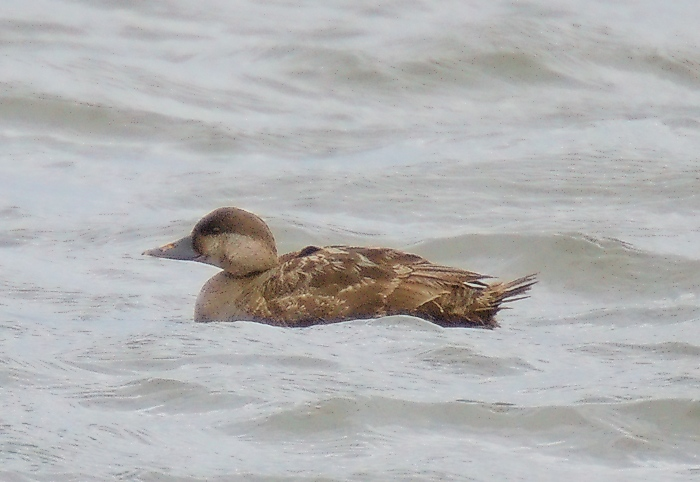
Weibchen der Trauerente

Die Trauerente (Melanitta nigra) oder Atlantische Trauerente ist ein Entenvogel aus der Tribus der Meerenten, der die nördlichen Regionen Europas, Asiens und Nordamerikas bewohnt. Ihren Namen hat die Trauerente auf Grund der schwarzen Gefiederfärbung der Erpel. Während des Winterhalbjahres hält sich diese Ente unter anderem auch im Nord- und Ostseeraum auf.

## Morphologie und Merkmale
Trauerenten haben ein Gewicht von etwa 1200 bis 1400 Gramm und erreichen eine Körperlänge von 45 bis 54 cm. Die Flügelspannweite beträgt 79 bis 90 Zentimeter.
Das Prachtkleid des Männchens ist einheitlich schwarz mit etwas helleren Flügelspitzen. Der Schnabel ist breit und flach mit einem gelben Fleck. An der Schnabelbasis befindet sich ein Höcker. Er ist überwiegend dunkel, lediglich eine Stelle auf dem Schnabel unmittelbar vor dem Höcker ist orangegelb. Das Schlichtkleid des Männchens ist dunkelbraun. Der Kopf weist an der Halsseite graubraune Partien auf. Die Weibchen sind dunkelbraun gefärbt. Die untere Gesichtshälfte ist grauweiß. Der Schnabel ist grau und besitzt keinen Höcker.
Beide Geschlechter haben dunkelbraune bis schwarze Füße. Der Schwanz ist lang, spitz und beim Schwimmen oft etwas angehoben.
Im Flug bewegt sich die Trauerente schnell und meist in niedrigen Höhen fort. Beim Fliegen weist sie keinerlei helle Abzeichen auf, was sie unter anderem von der ähnlichen Samtente unterscheidet. Die Flügelschläge sind tiefgreifend schnell, mit Drehung des Körpers. Bei adulten Männchen ist die 10. Handschwinge als Schallschwinge im vorderen Bereich stark verschmälert. Männchen erzeugen deshalb auffliegend ein zwitschernd-trillerndes und im Flug pfeifendes Fluggeräusch.

## Verbreitung und Lebensraum
Die Brutgebiete der Trauerenten liegen im Norden der Britischen Inseln, auf Island und in Skandinavien, im nördlichen Russland sowie im Westen Sibiriens. Zum Winter hin ziehen die Enten in die gemäßigteren Zonen bis nach Südspanien und Marokko. An der Nord- und Ostseeküste ist sie ein häufiger Durchzügler im Zeitraum Juli bis Dezember und Februar bis Mai. Außerhalb der Brutzeit hält sie sich überwiegend auf dem Meer auf. Überwinterungsgebiete finden sich an der Westküste Norwegens, in der Ost- und Nordsee sowie entlang der französischen, iberischen und marokkanischen Küsten. In Asien überwintert sie häufig in den Küstengewässern Japans, Chinas und Koreas. An der westlichen Küste Nordamerikas halten sich Trauerenten im Winterhalbjahr von der Südküste Alaskas bis nach Kanada und Kalifornien auf. Im Osten Nordamerikas sind sie von Neufundland bis South Carolina und an den Großen Seen zu beobachten.
Da Trauerenten wie viele andere Meerenten weder in ihrem ersten noch in ihrem zweiten Lebensjahr brüten, findet man häufig Schwärme von Trauerenten ganzjährig in Gebieten, die südlich ihrer Brutgebiete liegen.

## Lebensweise

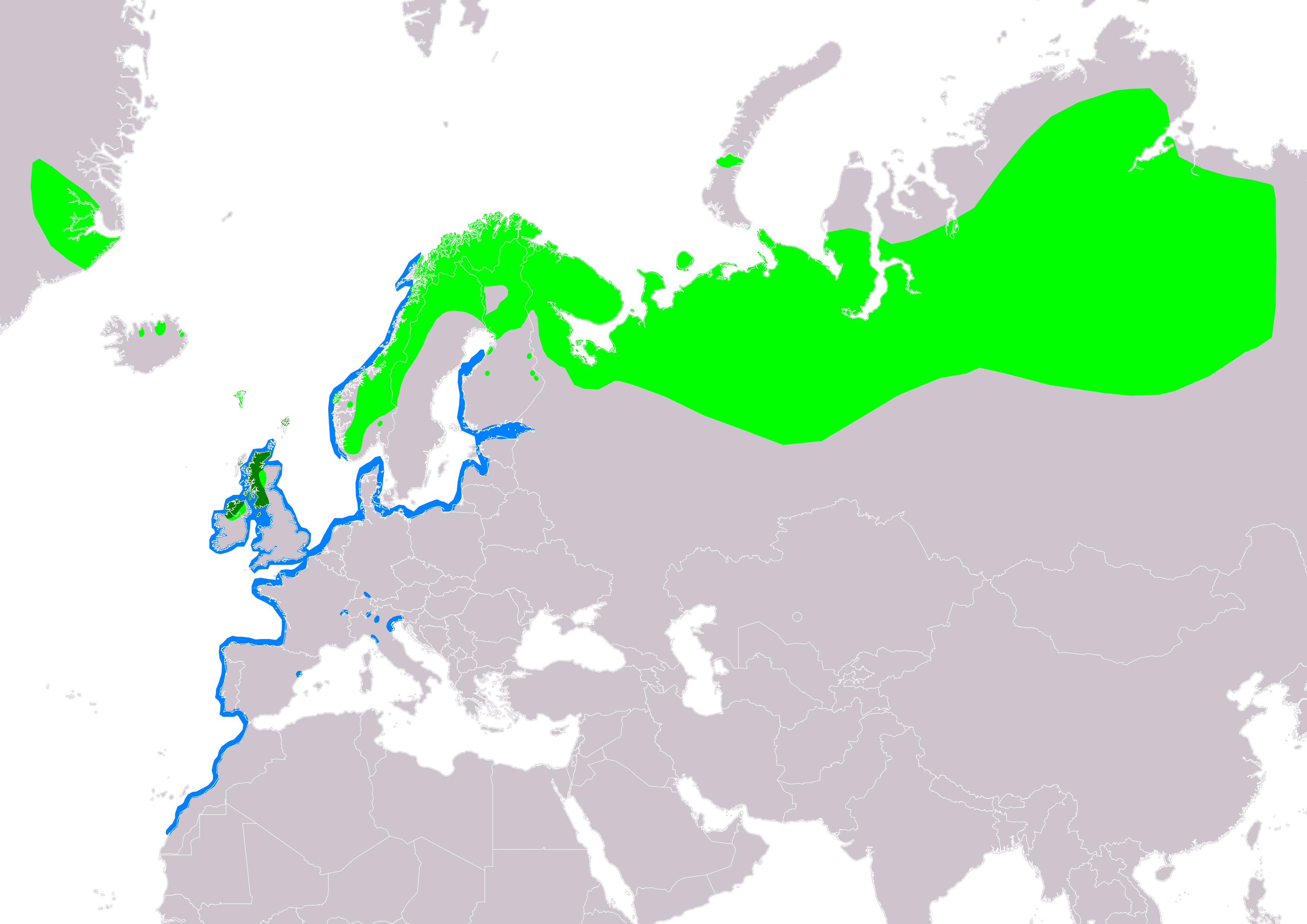
Verbreitung der Trauerente:
Brutgebiete
Ganzjähriges Vorkommen
Überwinterungsgebiete

Trauerenten sind sehr gesellige Tiere, die sich vorwiegend in großen Trupps auf dem Meer aufhalten. In der Regel gehen sie auch in kleinen Gruppen auf die Jagd.

### Nahrung
Die Nahrung der Trauerenten besteht vorwiegend aus Miesmuscheln, Krebs- und Weichtieren. Im Süßwasser macht sie auch Jagd auf Insekten und kleine Fische. Die Beute wird meist tauchend gejagt. Dabei können sie Tiefen von bis zu 30 Metern erreichen.

### Fortpflanzung

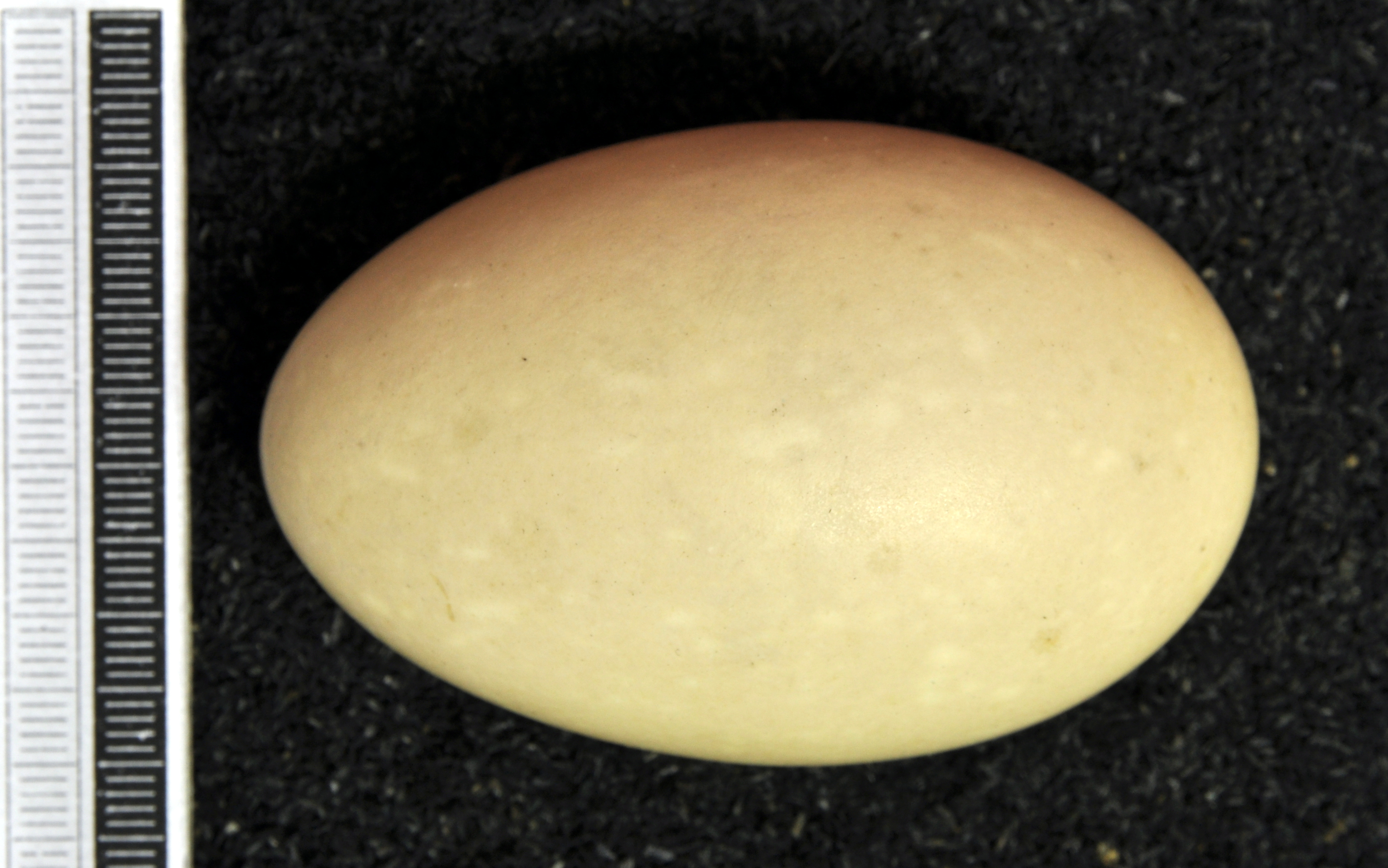
Ei, Sammlung Museum Wiesbaden

Mit etwa zwei Jahren werden die Tiere geschlechtsreif. Die Brutgebiete liegen an langsam fließenden Gewässern, Seen und Teichen oder auch an Waldrändern und der Tundra. Die Nester werden aus Pflanzenmaterial errichtet. Die Tiere brüten einmal im Jahr von März bis Juni. Die Männchen verlassen im Juni die Brutkolonien und kehren zur Mauser aufs Meer zurück. Das Weibchen legt 6 bis 9 gelbweiße Eier. Die Küken schlüpfen nach 27 bis 31 Tagen.
Sie sind Nestflüchter und folgen kurz nach dem Schlupf der Mutter ins Wasser. Das Federkleid der Jungenten ähnelt dem Federkleid der Weibchen. Mit 45 bis 50 Tagen werden die Jungenten flügge und selbstständig.
Trauerenten erreichen in der Natur ein Alter von etwa 10 bis 15 Jahren.

## Bestand
Der weltweite Bestand der Trauerenten wird auf etwa eine Million Individuen geschätzt (Stand 2021). Der Bestand der Trauerente gilt als nicht gefährdet und wird von der IUCN mit Least Concern angegeben. In Deutschland ist die Trauerente als eine Verantwortungsart innerhalb der Nationalen Strategie der Bundesregierung zur biologischen Vielfalt eingestuft. Durch Bundesjagdgesetz ist die Jagdzeit vom 1. Oktober bis 15. Januar festgesetzt. Trauerenten sind an der deutschen Ost- und Nordseeküste weitreichend geschützt. Mit Ausnahme von Bremen und Sachsen gilt für die Art eine ganzjährige Schonzeit.

## Systematik

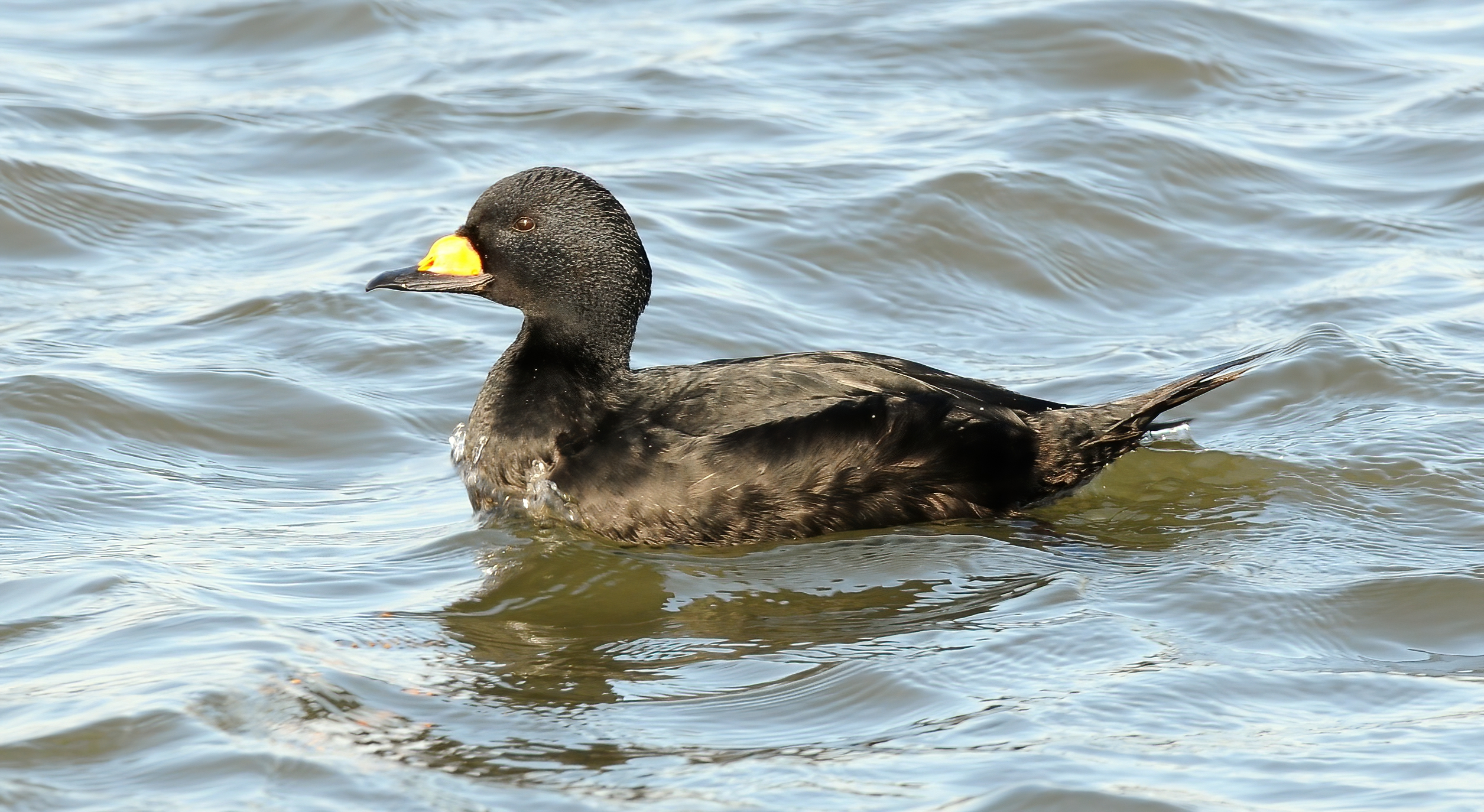
Männchen der Pazifiktrauerente

Neben der Nominatform Melanitta nigra nigra wurde früher mit der Pazifiktrauerente (Melanitta nigra americana) eine zweite Unterart unterschieden. Diese wird mittlerweile unter dem Namen Melanitta americana als eigenständige Art unterschieden; beide Arten sind demnach monotypisch.
Die Pazifiktrauerente unterscheidet sich durch den Schnabel der Männchen von der Atlantischen Trauerente. Bei der Pazifiktrauerente ist der Höcker kleiner, aber auffällig orangegelb. Die Pazifiktrauerente hat dadurch ein ebenmäßigeres Profil. Die IUCN klassifiziert sie als potentiell gefährdet (Near Threatened).